# Горец: Источник
«Горец: Источник» (англ. Highlander: The Source, также употребляется, как Горец 5: Источник) — американский научно-фантастический приключенческий боевик 2007 года, пятая и последняя часть серии фильмов «Горец» режиссёра Бретта Леонарда. В отличие от первых трех фильмов о горцах, этот фильм и предыдущая часть, «Горец 4: Конец игры» (2000), продолжили «Горец» (1992–1998), продолжая историю бессмертного фехтовальщика Дункана МакЛауда, а актер Адриан Пол повторяет его роль из телешоу и четвёртой части. Это единственный фильм о горцах, в котором нет главного героя Коннора Маклауда. Действие происходит в будущей версии Земли, которая в значительной степени жестока и хаотична. История изображает Дункана и его союзников, которые ищут источник энергии, который может быть «Источником бессмертия».
Горец: Источник - единственный фильм о горцах, не показанный в американских кинотеатрах. Премьера состоялась на канале Sci-Fi Channel как «Оригинальный фильм телеканала Sci-Fi Channel» 15 сентября 2007 года. Изначально предполагалось, что он станет первым фильмом запланированной трилогии оригинальных фильмов Sci-Fi Channel. Из-за крайне негативной реакции критиков производство прямых сиквелов не планируется. На Всемирной конвенции Highlander в 2009 году продюсер сериала Дэвид Абрамовиц назвал пятую часть «дурным сном», приснившимся Дункану.

## Сюжет
В ближайшем будущем человеческое общество погрузится в насилие и хаос, банды сражаются за территорию, а многие люди теперь живут как бездомные падальщики. У группы бессмертных все еще есть ресурсы и доступ к передовым технологиям. В него входят древний Митос, компьютерный хакер Реджи, воин Зай Цзе и кардинал Джованни, представляющий Ватикан. Группа стремится найти таинственный «Источник бессмертия». Зай Цзе, кажется, находит зацепку в его местонахождении. Однако при контакте с группой его убивает Хранитель Источника, чудовищный бессмертный с неестественной скоростью. Убежденный, что им нужна помощь, Митос просит своего старого друга Джо Доусона найти Дункана Маклауда.
Дункан бродит по пустошам после расставания со своей смертной женой, которая решила, что не может оставаться с ним из-за его бесплодия. Во время блуждания Маклауд подвергается нападению Стража и ненадолго сражается с ним, прежде чем Джо Доусон завербует его. Они встречаются с Митосом, Реджи и Джованни в монастыре, чтобы встретиться со Старейшиной, древним существом, которое может помочь им найти Источник. В монастыре они находят Анну Тешемку, у которой были видения, связанные с Источником.
Старейшина, бессмертный, чье тело постоянно разлагается, объясняет, как группа бессмертных однажды нашла Источник в древние времена. После убийства Стража двое из трех выживших были прокляты: один из них стал новым Стражем, а другой стал бесконечно разлагающимся Старейшиной (позже предполагается, что третий перевоплотился в Анну). Старейшина говорит им, что видения Анны означают, что она знает дорогу. Старейшина предупреждает, что чем ближе они будут к Источнику, тем слабее станут.
Прибывает Страж и нападает на Реджи и Джо Доусона на святой земле. Пытаясь спасти Доусона, Дункан бросает свою катану в Стража, временно ранив его. Незатронутым Страж ломает меч и убивает Джо, прежде чем сбежать. Похоронив Джо, Дункан и другие отправляются на поиски Источника, который, кажется, находится на острове у побережья Литвы в Балтийском море, острове, которым правят банды каннибалов. Разговаривая с Анной, он удивляется, что она не создала семью с плодородным смертным мужчиной. Анна отмечает, что она не просто хотела детей, она хотела детей от Дункана.
После сражения с местными жителями Дункан и его союзники едут в заброшенный дом недалеко от того места, где, по их мнению, находится Источник. Той ночью Страж начинает резать Реджи. Из-за близости к Источнику его раны не заживают, и он умирает. Похоронив Реджи, группа продолжает свою работу. Во время путешествия Дункан и Митос заключают, что выражение «может быть только один» не относится к одному человеку, ставшему последним бессмертным и претендующему на Приз, силу всех когда-либо живших бессмертных. На самом деле это относится к тому факту, что только один бессмертный может претендовать на всю силу Источника.
На блокпосту группу захватывают каннибалы. Пока каннибалы празднуют, Страж освобождает Анну и заставляет ее сопровождать его к Источнику. Затем Джованни убегает. Полагая, что его судьба - быть «Единственным», он оставляет Митоса и Дункана умирать. Затем Дункан освобождает себя и Митоса. Митос заключает, что Дункан - «Единственный» из-за его неподкупной натуры. Он уезжает на лошади, чтобы отвлечь каннибалов, позволяя Дункану преследовать Анну. Тем временем Страж обезглавил Джованни.
Дункан находит Анну на поляне. Появляется Страж и бросает ему вызов. Находясь всего в нескольких ярдах от Источника, Маклауд не уступает по скорости и силе Стражу. Анна как бы общается с Источником. Когда Дункан пытается присоединиться к ней, его блокирует энергетический барьер. Бой продолжается, и Маклауд использует сверхчеловеческую скорость, чтобы закопать Стража в землю по шею. Теперь обездвиженный и побежденный Страж требует смерти. Маклауд отказывается, поэтому проклятие на него не переходит. Страж исчезает во вспышке света, крича, что теперь он «проклят навеки». Доказав чистоту своего сердца, Дункан присоединяется к Анне и подключается к Истоку. Когда они стоят вместе, фильм заканчивается изображением плода.
В DVD-релизе фильма в конце добавлен диалог, в котором Анна сообщает, что у них будет сын. Дункан заявляет, что «он Тот».

## В ролях
| Актёр             | Роль                     |
| ----------------- | ------------------------ |
| Эдриан Пол        | Дункан Маклауд           |
| Питер Уингфилд    | Митос                    |
| Джим Бёрнс        | Джо Доусон               |
| Текла Рётен       | Анна Тешемка             |
| Кристиан Солимоно | Хранитель                |
| Тома Фелл         | кардинал Джованни Стивен |
| Рахмана Хьюза     | Зай Цзе                  |
| Стивен Уайт       | Реджи Веллер             |
| Солли Асса        | Монк                     |

## Съёмки фильма
По сюжету фильма, события происходят где-то в Восточной Европе. Съёмки проходили в Литве, показан Тракайский замок и разрушение Вильнюсской телебашни.

## Критика фильма
Критическая реакция на Источник была повсеместно отрицательной, и он считается одним из самых худших фильмов в истории человечества. Кристофер Монфетт из IGN дал пятому фильму 1 балл из 10, заявив: «Кажется, достойные дни Коннора МакЛауда официально закончились — он мертв, обезглавлен и лишен своей силы. Борьба за то, чтобы бессмертный мог двигаться с тех пор мутировал в неуклюжую композицию несоответствующих мифологий, кроссоверы ТВ-фильмов и непрерывный поток низкобюджетных дойных коров, прямо на DVD, которые, в конце концов, могут оказаться единственными».
На Rotten Tomatoes лента получила 4 отзыва, которые были отрицательными. Зрители дали фильму лишь 19 процентов одобрения.